# Genzebe Dibaba
Genzebe Dibaba Keneni (Bekoji, 8 de fevereiro de 1991) é uma corredora etíope de meia-distância, campeã mundial e ex-recordista mundial dos 1500 metros femininos. Ela é irmã da multicampeã olímpica e mundial Tirunesh Dibaba e prima de Derartu Tulu, bicampeã olímpica dos 10000 metros em Barcelona 1992 e Sydney 2000.
Foi campeã mundial em pista coberta dos 1500 m em 2012 e é a atual campeã mundial e recordista dos 3000 m em pista coberta. Como atleta júnior, foi duas vezes campeã mundial de cross-country dos 1500 m e campeã mundial júnior dos 5000 metros. Participou pela primeira vez dos Jogos Olímpicos em Londres 2012 mas não obteve classificação.
Em 17 de julho de 2015 quebrou o recorde mundial dos 1500 m no meeting de atletismo de Mônaco, com a marca de 3:50.07; o recorde anterior, considerado praticamente imbatível, era da chinesa Qu Yunxia,  3:50.46, conquistado em Pequim e que durava desde 1993. Seu recorde foi quebrado em junho de 2023 pela queniana Faith Kipyegon.
Em Pequim 2015 conquistou seu primeiro título mundial dos 1500 m, vencendo a prova em 4:08.09. No mesmo campeonato ficou com a medalha de bronze nos 5000 m, numa prova dominada por etíopes do ouro ao bronze e onde o recorde do campeonato que pertencia à sua irmã Tirunesh desde Helsinque 2005 foi quebrado por outra etíope, Almaz Ayana.
Em fevereiro de 2016, competiu no Meeting Gala de Estocolmo, na Suécia, vencendo a milha em pista coberta em 4:13.31, quebrando um recorde mundial de 26 anos da romena Doina Melinte. As próximas corridas foram prejudicadas por uma lesão no pé e em junho ela deixou de cadeira de rodas a pista de um torneio em Barcelona por sentir a lesão durante uma prova de 5000 metros. Mesmo assim, depois de um período de recuperação, chegou aos Jogos Olímpicos da Rio 2016 para disputar o ouro na prova dos 1500 m, sua especialidade, mesmo não sendo mais considerada a franca favorita por causa das lesões e das performances erráticas que elas provocaram. Na final, ficou com a medalha de prata atrás de queniana  Faith Kipyegon, que havia perdido para ela no Mundial de Pequim 2015 mas não tinha sido ainda derrotada em nenhuma prova em 2016.
Em 2018 ela venceu os 1500 m e os 3000 m no Campeonato Mundial de Atletismo em Pista Coberta, em Birmingham, Inglaterra, acumulando quatro medalhas de ouro nesta competição.